# Asterix a velký boj
Astérix a velký boj je animovaný francouzský film patřící do série animovaných filmů o Asterixovi a Obelixovi. Vymyslel ho René Goscinny a nakreslil Albert Uderzo. Byl vyroben v roce 1989 a patří mezi nejpochmurnější díly ze série. Film měl v Československu premiéru 5. října 1991 (v distribuci Lucernafilm/Slovenská požičovňa filmov) a byl dabován do češtiny a slovenštiny.

## Děj
Díl začíná jako vždy v galské vesničce, kde je jako vždy klid a mír. Ale ne nadlouho. Druid se právě vypravil do lesa, aniž by věděl že tam na něho čekají Římané. Asterix a Obelix se shodou náhod právě také prochází lesem, když vtom zaslechnou Druida jak volá o pomoc. Běží za hlasem a vidí, jak Římané dávají Druida do pytle. Obelix, aby zachránil druida, hodí po Římanech menhir (kámen obroušený do špice), ale Římané utečou a menhir trefí místo nich druida Panoramixe. Asterix a Obelix donesou druida do vesnice a zjistí, že se zbláznil. Proto ho uloží do postele a jdou k náčelníkovi Majestatixovi na večeři (mimochodem za strašné bouřky). Při večeři se náhle otevřou dveře a v nich stojí podvodník! Ve skutečnosti se vydává za věštce a balamutí všechny kolem sebe. Předpoví vesničanům takové bláboly, jako že po bouřce bude zase pěkně (což je samozřejmě jasné, na to člověk nemusí být ani věštec) a že jim nespadne nebe na hlavu. Poté odejde, Asterix s Obelixem s náčelníkem se snaží přinutit Panoramixe, aby jim uvařil kouzelný lektvar. 
Věštec se mezitím na přání náčelníkovy ženy usadí v lese, kam mu vesničané nosí jídlo, aby v něm mohl číst jejich budoucnost. Římané mezitím vyšlou špeha, aby zjistil co se ve vesnici děje (z vesnice létají kotle po pokusech Panoramixe uvařit lektvar). Říman ochutná hrozně moc lektvarů zblázněného druida, až nakonec po jednom se vznese do vzduchu a letí k římskému táboru, kde vyloží poselství: Jejich druid experimentuje s novými lektvary a pořád se přitom směje! Římský centurion (velitel tábora) vyšle hlídku, která zajme věštce. Ten za peníze namluví Galům že jejich vesnice je prokleta bohy, a oni musí odejít. Všichni obyvatelé vesničky, s výjimkou Asterixe a Obelixe, se odstěhují na ostrůvek u pobřeží, načež římský oddíl napochoduje do vesnice v čele s centurionem a věštcem a vesnici obsadí. Poté však začne páchnout kvůli tomu, že zblázněný Panoramix, kterého hlídají Asterix a Obelix uvaří lektvar smradu. 
Římané se vrátí do tábora, mezitím se Panoramix napije zase jiného lektvaru, který mu vrátí paměť. Zrovna, když řekne Asterixovi pravým jménem, tak ho znova trefí menhir. Ten hodil Obelix, aby ho uzdravil. Druidovi se ale naštěstí nic nestane. Římané se mezitím vrátí do tábora. Pak vezme centurion věštce do svého stanu, aby mu předpovídal budoucnost. Mezitím do tábora vniknou Galové v čele s Panoramixem a začnou honit všechny Římany. Poté dojede zvláštní vyslanec Caesara, který ho vyslal aby se přesvědčil, zda centurion opravdu porazil odbojné Galy. Načež se věštec pokusí utéct, ale Obelix po něm hodí menhir. Díky tomu se věštec zblázní, Galové se vrátí do vesnice. A centurion? Toho vyslanec Caesara poníží na legionáře. Na konec filmu je jako vždy hostina.

## Herci
Casting:
- Roger Carel jako Asterix a Dogmatix
- Pierre Tornade jako Obelix
- Julien Guiomar jako Prolix
- Marie-Anne Chazel jako Vilemína
- Henri Labussière jako Panoramix
- Roger Lumont jako Centurion
- Edgar Givry jako zpěvák
- Jean-Jacques Cramier jako zpěvák (zpívaný hlas)
- Henri Poirier jako Majestatix
- Jean-Claude Robbe jako Caius Blocus
- Gérard Croce jako "pokusný" legionář
- Patrick Préjean jako Optione, pobočník Centuriona
- Paul Bisciglia jako Agecanonix
- Jeanine Forney jako žena ve vesnici
- Paule Emanuele jako kovář
- Danièle Hazan jako Iélosubmarine
- Bruno Choel jako legionář
- Jean-François Aupied jako legionář
- Yves Barsacq, Dominique Chauby a Gilbert Levy jako další hlasy

## Český dabing
V českém znění: 
- Jiří Novotný – Asterix
- Jiří Lábus – Obelix
- Jaroslav Vágner – Panoramix
- Bohumil Švarc – Prolix
- Jana Altmannová – Bonemína
- Antonín Molčík – Centurion Caius Faipalgugus
- Jiří Zavřel – Náčelník Abraracourcix
- Bohuslav Kalva – Claudius Blocus
- Ladislav Županič – Legionář Plutoqueprévus
- Petr Oliva – Optione
- Dagmar Čárová
- Pavel Trávníček – Assurancetourix
- Radan Rusev – Cetautomatix
- Karel Gult
- Vladimír Fišer – titulky
- Zvuk: Ivo Novák
- Střih: Hana Fišárková
- Vedoucí výroby: Hana Hanušová
- České dialogy: Bohumíra Peychlová
- Režie českého znění: Marie Fronková[4]